# Mesoereis
Mesoereis is een kevergeslacht uit de familie van de boktorren (Cerambycidae). De wetenschappelijke naam van het geslacht werd voor het eerst geldig gepubliceerd in 1933 door Matsushita.

## Soorten
Mesoereis omvat de volgende soorten:
- Mesoereis horiana (Breuning & Ohbayashi, 1966)
- Mesoereis koshunensis Matsushita, 1933
- Mesoereis yunnana Breuning, 1974